# 越中舟橋駅
越中舟橋駅（えっちゅうふなはしえき）は、富山県中新川郡舟橋村竹内にある、富山地方鉄道本線の駅である。駅番号はT07。2000年（平成12年）に中部の駅百選に認定された。駅舎には舟橋村立図書館が併設している。

## 歴史

### 開業前
1928年（昭和3年）2月に舟橋村の村長に稲田健治が就任する。かねて舟橋村に鉄道を敷設する構想を持っていた稲田は、1929年（昭和4年）5月31日に大岩鉄道の追加発起人となった佐伯宗義に面会した際に、その事業への参画を希望されたため、計画線は5粁以内の移動であれば比較的自由に行い得ることに着目して、当初利田村を経由するはずであった線路の大部分を舟橋村経由とすることにしたという。折から利田村においては鉄道敷設に反対する声も上っており、予算的にも舟橋村経由が好都合であったことから、「稲田カーブ」とも称された路線変更は決定された。なお、舟橋村内においても利田村のように鉄道敷設に反対する勢力はあったが、稲田は朝鮮人労働者2百名を動員して反対派の小屋を撤去して焼き払い、同村内に設置されるべき駅を中心とする村作りの構想を進めたといわれる。

### 駅舎の改築
昭和60年代に入り舟橋村の人口が停滞するとともに当駅の利用者数も低下し、加えて駅舎も老朽化したことから、富山地方鉄道は駅の無人化と当駅停車本数の削減を同村に対して打診した。富山市中心街に対する交通の便がよいことを村の利点としてきた舟橋村は、これに危機感を抱き、1988年（昭和63年）3月に「舟橋村魅力あるまちづくり基本計画」において駅舎の改装を検討課題とし、1990年（平成2年）には駅に図書館を併設することを決定した。その後、村民から提出された「図書館建設に関する要望書」の意見を元に、富山県外の図書館併設駅舎を参考にして、1995年（平成7年）中に駅舎に図書館を中心とする情報センター的役割を与える構想を固め、1996年（平成8年）には「舟橋村文化・福祉複合施設建設事業」として着工した。駅舎は、1998年（平成10年）3月31日に竣工し、併設する舟橋村立図書館の貸出業務は翌日の1998年（平成10年）4月1日より開始した。開館1年目の舟橋村における図書貸出数は村民一人当り51冊、翌年の1999年（平成11年度）には67冊となって、全国的にも高い利用者を数えることとなった。また1993年（平成5年）にはパークアンドライド用の駐車場を開設、村外の利用者を増加させることにも成功している。これらの事業の成果による駅利用者数の増加によって、富山地方鉄道は無人化の計画を撤回して朝8時に停車する列車の本数を3本から6本に増やし、急行の停車を開始した。

### 年表
- 1931年（昭和6年）

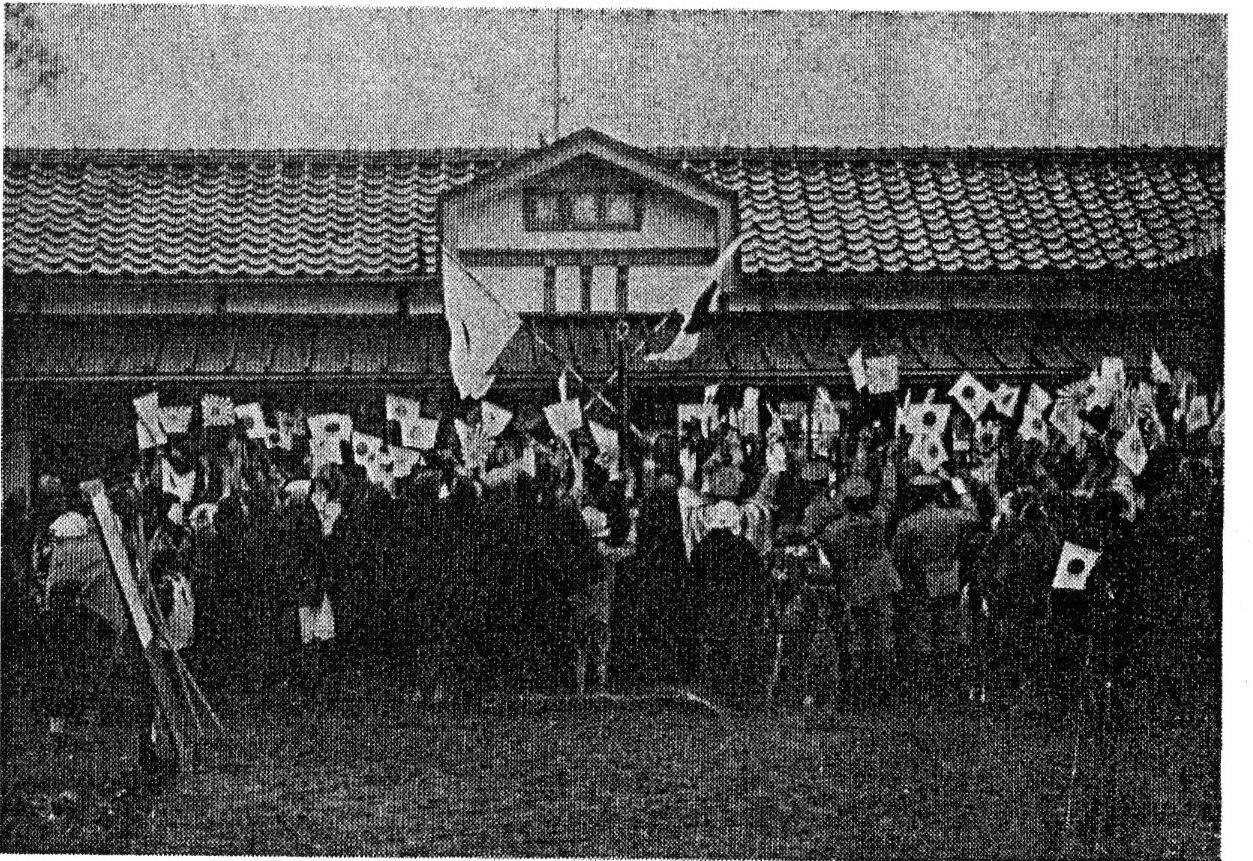
開業当時の越中舟橋駅

  - 8月15日：富山電気鉄道の富山田地方駅 - 上市駅間および寺田駅 - 五百石駅間開業に伴い[15][16]、中新川郡舟橋村竹ノ内に開業する[2][17][18]。
  - 12月3日：当駅駅舎の落成式を挙行する[4]。
- 1943年（昭和18年）1月1日：富山県交通大統合により富山地方鉄道が設立、所属線が同社の本線の駅となる[15][16]。
- 1988年（昭和63年）11月30日：駅前のシンボル時計塔を設置[19]。
- 1993年（平成5年）：パークアンドライド用の無料駐車場を設置する[14]。
- 1998年（平成10年）3月31日：駅舎の改築が竣工する[12]。
- 2000年（平成12年）：中部の駅百選に選定される[4]。
- 2006年（平成18年）9月1日：駐車場を有料化する[20]。

## 駅構造
相対式ホーム2面2線を持つ地上駅である。 駅員配置時間は平日の7時から9時までで、それ以外の時間帯は無人駅と同様の扱いとなっている（2021年時点）。駅舎南側（パークアンドライド駐車場）には地下自由通路で連絡している。前述のように駅舎内には舟橋村立図書館が併設されている。また、かつては「はんばーがーかふぇ ほおずき」という飲食店が入居していたが、2016年（平成28年）8月21日に営業を終了し、2017年（平成29年）1月27日に「お※（こめ）食堂」が開業した。

### のりば
| のりば | 路線                          | 方向 | 行先                                     | 備考                    |
| ------ | ----------------------------- | ---- | ---------------------------------------- | ----------------------- |
| 1・2   | ■本線 （■立山線直通電車含む） | 上り | 電鉄富山方面                             | 2番のりばは待避列車入線 |
| 1・2   | ■本線                         | 下り | 上市・電鉄魚津・電鉄黒部・宇奈月温泉方面 |                         |
| 1・2   | ■立山線                       | 下り | 五百石・岩峅寺・立山方面                 |                         |

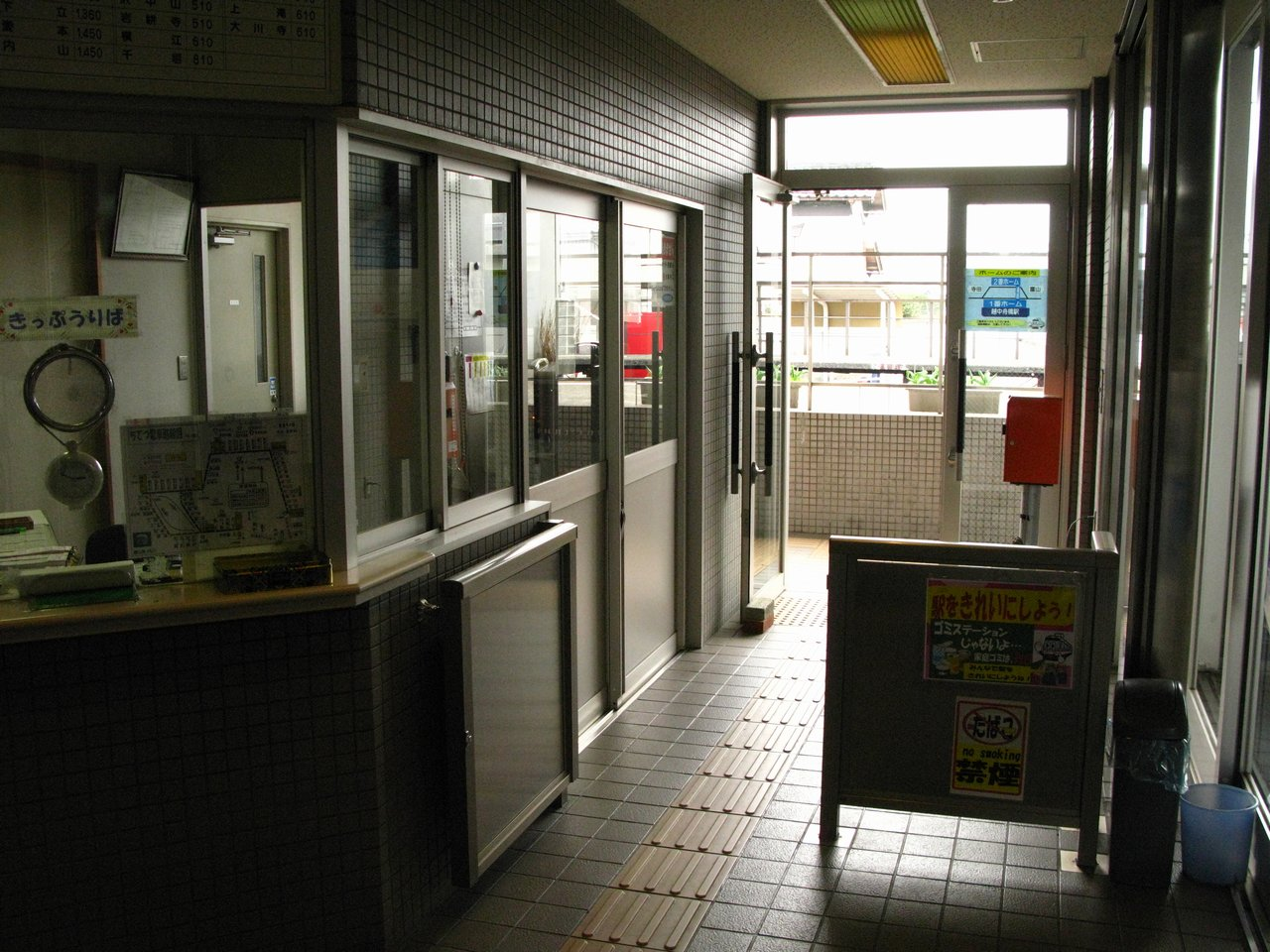
改札口（2008年3月）
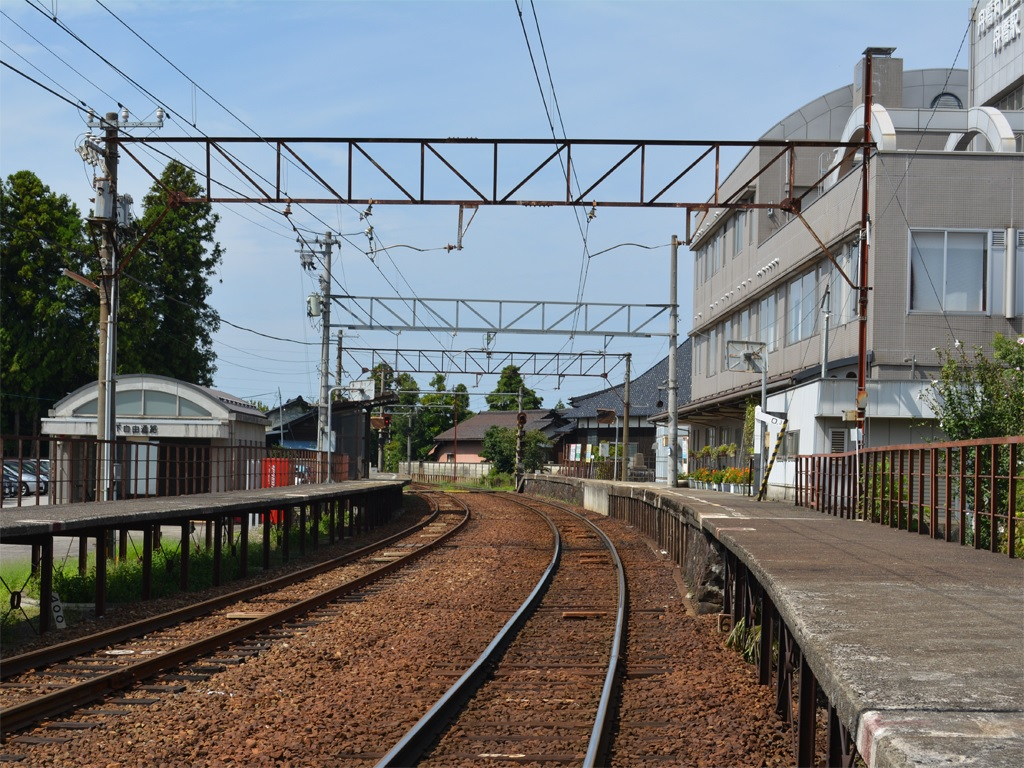
ホーム（2018年9月）
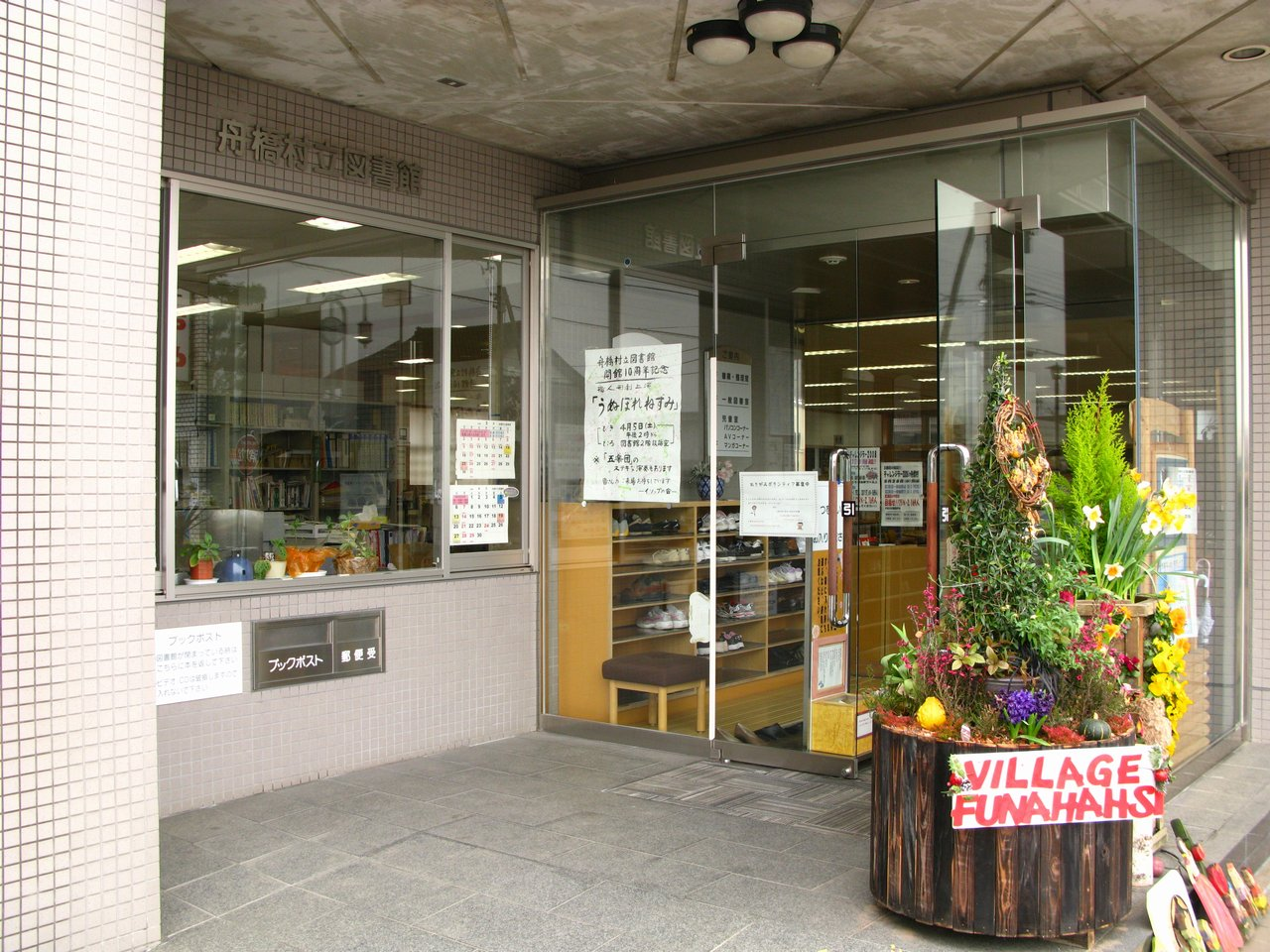
駅舎に併設する舟橋村立図書館（2008年3月）

## 利用状況
近年の1日平均乗降人員は以下の通り。
| 年度   | 1日平均 乗降人員 |
| ------ | ---------------- |
| 2011年 | 569              |
| 2012年 | 580              |
| 2013年 | 529              |
| 2014年 | 576              |
| 2015年 | 600              |
| 2016年 | 605              |
| 2017年 | 596              |
| 2018年 | 616              |
| 2019年 | 603              |
| 2020年 | 468              |
| 2021年 | 464              |

## 駅周辺
- 舟橋村役場
- 舟橋村立舟橋小学校
- 舟橋村立舟橋中学校
- 上市警察署舟橋村警察官駐在所
- 富山県東部消防組合上市消防署舟橋分遣所
- アルプス農業協同組合舟橋出張所

## その他
- 駅裏の駐車場は2006年（平成18年）9月1日より有料化されたが、2時間までは無料で利用できる[20]。
- 2008年（平成20年）7月3日、駅に併設する舟橋村立図書館にニホンカモシカが侵入するという騒動が発生した[7][25]。図書館では、この騒動に基づいた絵本『カモシカとしょかん』を発行している[7]。

## 隣の駅
富山地方鉄道
■本線
■特急
通過
■急行（上りのみ運転）・■普通
越中三郷駅 (T06) - 越中舟橋駅 (T07) - 寺田駅 (T08)